# مجلس بریتانیا
مجلس بریتانیا یا مجلس پادشاهی متحد بریتانیای کبیر و ایرلند شمالی (به انگلیسی: Parliament of the United Kingdom)، بالاترین نهاد قانون‌گذاری در بریتانیای کبیر و سرزمین‌های فرادریایی آن است. این مجلس به‌تنهایی حق قانونی حکومت به سایر نواحی را دارد. بالاترین مقام در این مجلس پادشاه چارلز سوم است؛ گرچه این مقام تشریفاتی است و پادشاه از فعالیت سیاسی و هرگونه دخالت یا تصمیم‌گیری در امور کشوری منع شده‌است.
مجلس بریتانیا از دو مجلس عوام و اعیان تشکیل شده‌است. مجلس عوام شامل نمایندگانی است که اعضای آن هر ۵ سال یک بار براساس انتخابات و آرای مردم تعیین می‌شوند. مجلس اعیان شامل روحانیون بلندپایه و لُردهاست. به‌طورکلی، اعضای مجلس اعیان توسط مردم انتخاب نمی‌شوند.
این دو مجلس در ساختمان‌های متفاوتی در کاخ وست‌مینستر واقع در وست‌مینستر در لندن تشکیل جلسه می‌دهند.
یکی از ویژگی‌های نظام دموکراسی پارلمانی در بریتانیا، وجود رابطه تنگاتنگ میان قوه مجریه و قوه مقننه است: اعضای دولت، کابینه و هیئت وزیران از میان نمایندگان مجلس انتخاب می‌شوند و نخست‌وزیر نیز خود یکی از نمایندگان مجلس عوام و رهبر حزب اکثریت است.
ریشهٔ مجلس کنونی به شوراهای آغاز قرون وسطی باز‌می‌گردد. این شوراها وظیفه رایزنی حکومتی را بر عهده داشتند. به‌طور نظری، قدرت اصلی قانون‌گذاری در دست «پادشاه حاضر در مجلس» است، ولی در زمان معاصر، قدرت واقعی به مجلس عوام واگذار شده و پادشاه معمولاً طبق توصیه نخست‌وزیر عمل می‌کند و قدرت مجلس اعیان نیز محدود شده‌است.
مجلس بریتانیا گاه به عنوان «مادر مجالس» نیز نامیده می‌شود زیرا ارگان‌های قانون‌گذاری بسیاری از کشورها به ویژه کشورهای همسود از روی الگوی آن تشکیل شده‌است.
مجلس بریتانیا همچنین بزرگ‌ترین ارگان قانون‌گذاری انگلیسی‌زبان در جهان است.

## آشنایی با مجلس بریتانیا
مجلس بریتانیا بالاترین مرجع قانون‌گذاری در بریتانیای کبیر است. این مجلس از دو بخش مجلس عوام و مجلس اعیان تشکیل شده که هر یک در سالن‌های ویژهٔ خود در کاخ وست‌مینستر تشکیل جلسه می‌دهند. مجلس عوام مهم‌ترین مجلس در مجلس است، اما هر دو مجلس مسئول وضع قوانین و مباحثه در مورد سیاست‌ها هستند.

### مجلس عوام

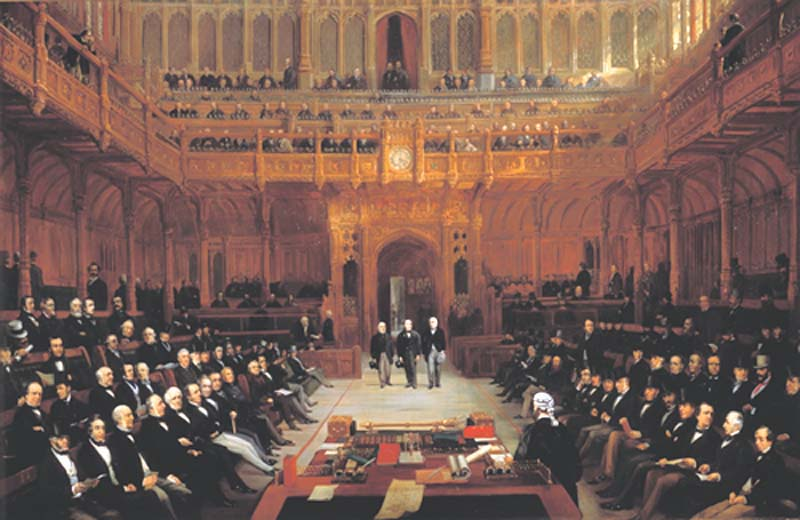
مجلس عوام در سال ۱۸۵۸ میلادی

پس از برگزاری انتخابات سراسری، مجلس عوام با ۶۵۰ نماینده منتخب تشکیل جلسه می‌دهد. تقریباً تمامی این ۶۵۰ نفر نمایندگان احزاب سیاسی گوناگون هستند و هر یک حوزه انتخابیه خاصی را نمایندگی می‌کنند. وظیفه مجلس عوام به بحث گذاشتن سیاست‌ها و قوانین کشور است. به علت تقسیم‌بندی سیاسی در داخل بریتانیای کبیر و همچنین عضویت این کشور در اتحادیه اروپا، بررسی برخی از سیاست‌ها و قوانین به مجالس محلی در اسکاتلند، ویلز و ایرلند شمالی واگذار می‌گردد، و برخی از قوانین هم در مجلس اروپا بررسی و تصویب می‌گردد.
به غیر از یک نماینده مستقل، یازده حزب سیاسی در مجلس عوام نماینده دارند. حزب محافظه‌کار، حزب کارگر و حزب ملی اسکاتلند سه حزب بزرگ مجلس عوام به‌شمار می‌روند.

#### رئیس مجلس عوام
سخنگوی مجلس عوام نقش رئیس این مجلس را ایفا می‌کند. با اینکه سخنگوی مجلس یکی از نمایندگان مجلس و عضو یکی از احزاب سیاسی است، پس از انتخاب به سمت سخنگوی مجلس باید گرایش‌های سیاسی خود را کنار گذارد و بی‌طرفی را رعایت کند. سخنگوی مجلس عوام وظیفه مدیریت بحث‌های مجلس عوام را بر عهده دارد، نوبت صحبت نمایندگان را تعیین می‌کند و در صورت بروز بحث و جدل، بی‌نظمی را کنترل و نمایندگان را به رعایت نظم دعوت می‌کند.

#### دولت بریتانیا

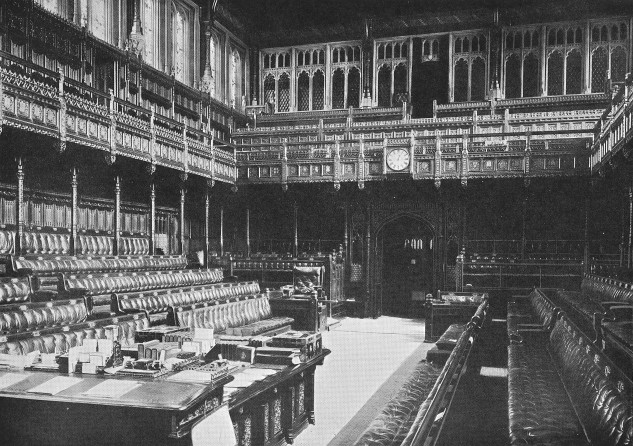
تالار مجلس عوام در سال ۱۸۵۱ میلادی. این تالار در جنگ جهانی دوم هدف بمباران هواپیماهای آلمانی قرار گرفت و دچار خسارت شدید شد.

در دموکراسی مجلسی بریتانیا، نهادهای اجرایی و قانون‌گذاری ارتباط تنگاتنگ و مستقیم با هم دارند. حزبی که بیش از نیمی از کرسی‌های مجلس عوام را به دست آورد، دولت را تشکیل می‌دهد و اداره کشور را در دست می‌گیرد. معمولاً رهبر این حزب پست «نخست‌وزیری» را به عهده می‌گیرد و از میان نمایندگان منتخب افرادی را برای پست‌های کلیدی در وزارتخانه‌های مختلف منصوب می‌کند. روی‌هم‌رفته حدود یکصد نفر از نمایندگان توسط نخست‌وزیر برای احراز پست وزارت انتخاب می‌شوند. بنابر آنچه شرح داده شد، نتیجه انتخابات مجلس عوام، هم تعیین‌کنندهٔ نهاد قانون‌گذاری بریتانیا است و هم تعیین‌کنندهٔ نهادهای اجرایی بریتانیا.
اگر هیچ حزبی موفق به کسب بیش از نیمی از کرسی‌های مجلس عوام نگردد، مجلس برآمده از آن انتخابات را «مجلس بدون اکثریت» می‌نامند. در این حالت احزاب تشکیل ائتلاف می‌دهند و از طریق ائتلاف با همدیگر نخست‌وزیر و وزرا انتخاب می‌شوند.
نخست‌وزیر موظف است که هر چهارشنبه در مجلس عوام حضور یافته، به سؤالات نمایندگان پاسخ دهد. همچنین وی هر هفته در ملاقات با پادشاه، مسائل روز را با وی در میان می‌گذارد.

#### کابینه دولت
کابینه حدود ۲۰ نفر عضو دارد و هسته مرکزی تصمیم‌گیری دولت است. اعضای کابینه از میان نمایندگان مجلس عوام و به ندرت از میان نمایندگان مجلس اعیان تعیین می‌شوند. اعضای کابینه مسئولیت جمعی دارند، و موظفند از تصمیم‌های اتخاذ شده حمایت کنند. کابینه فعلی بریتانیا، کابینه "ریشی سوناک"است.

#### اپوزیسیون

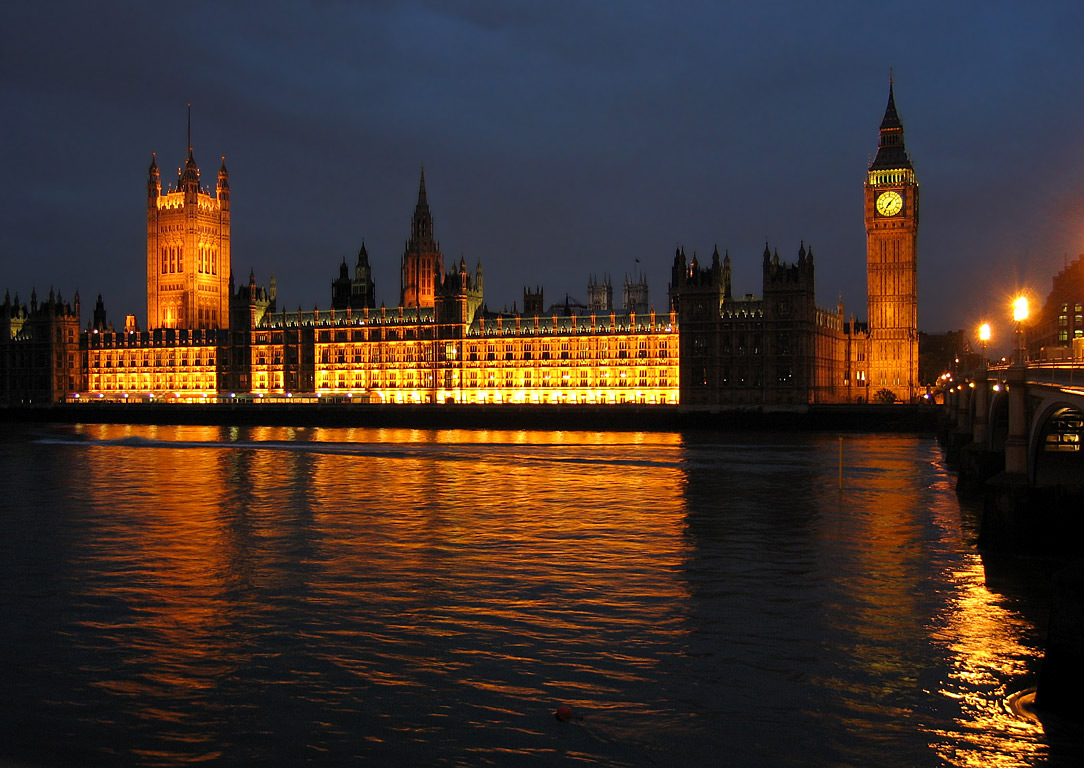
کاخ وست‌مینستر در لندن

عمده‌ترین حزب مخالف دولت به اصطلاح «اپوزیسیون» خوانده می‌شود. رهبر بزرگ‌ترین حزب مخالف دولت ریاست اپوزیسیون را بر عهده می‌گیرد. رهبر اپوزیسیون در مجلس عوام اعضای «کابینهٔ سایه» را انتخاب می‌کند. کابینهٔ سایه در واقع یک مکانیزم نظارت بر کابینهٔ اصلی است. وظیفه هر عضو کابینهٔ سایه این است که فعالیت همتای خود را در کابینهٔ اصلی دولت منتقدانه مورد بررسی قرار دهد و همچنین برای بهبود عملکرد وزارتخانه مربوطه برنامه‌هایی ارائه دهد.
در هر فصل فعالیت مجلس، روی‌هم‌رفته ۲۰ روز به بحث‌های احزاب مخالف اختصاص دارد که بیشتر آن به اپوزیسیون تخصیص داده می‌شود، اما احزاب کوچک‌تر هم فرصت اظهار نظر می‌یابند. رهبر اپوزیسیون در این فرصت می‌تواند نخست‌وزیر را به چالش بکشد و در هر جلسه می‌تواند ۶ سؤال از نخست‌وزیر بپرسد و نخست‌وزیر هم موظف است پاسخ وی را بدهد.

### مجلس اعیان
اعضای مجلس اعیان ۷۰۴ عضو دارد و اعضای آن با انتخابات عمومی برگزیده نمی‌شوند. از میان لردهای عضو مجلس اعیان، ۵۸۷ نفر آن‌ها به صورت مادام‌العمر و ۹۲ تَن به صورت موروثی پست نمایندگی را در اختیار دارند. اعضای این مجلس را افرادی تشکیل می‌دهند که دارای عناوین تشریفاتی همچون دوک، مارکی، بارون، کنت یا ویسکنت هستند. کار اصلی لردها بررسی و تبادل نظر دربارهٔ قوانین پیشنهادی جدید است تا از عادلانه بودن آن‌ها اطمینان حاصل گردد. برخی از قوانین دولت برای قرائت اول به مجلس اعیان فرستاده می‌شود تا در حجم کار دو مجلس تعادل برقرار شود.

### نظام انتخاباتی
شیوه انتخاب نمایندگان مجلس عوام در انتخابات مجلسی بریتانیا بر اساس اکثریت ساده است، بدین صورت که هر حزب در هر حوزه انتخابی فقط می‌تواند یک نامزد داشته باشد. کاندیدایی که بیشترین آرا در هر حوزه انتخابی را کسب کند نماینده آن حوزه در مجلس عوام خواهد بود.

### رابطه مجلس و دربار
در نظام مشروطه سلطنتی بریتانیا، پادشاه یا ملکه و خانواده او به‌طور کامل از فعالیت سیاسی و هرگونه دخالت یا تصمیم‌گیری در امور کشوری و لشکری منع شده‌اند، و دارای حق رأی نیستند. بدین صورت دربار بریتانیا از مسئولیت سیاسی مبری است. تنها تعهد مرسوم دولت به مقام سلطنت، در جریان امور گذاردن مقام سلطنت توسط نخست‌وزیر است که هفته‌ای یک‌بار در ملاقاتی خصوصی انجام می‌گیرد.
با این وجود، هر سال مقام سلطنت طی مراسمی باشکوه که مردم محلی و گردشگران خارجی برای تماشای آن صف می‌کشند، سوار بر کالسکهٔ سلطنتی که گارد سوار را در التزام رکاب دارد، برای گشایش سال قانون‌گذاری جدید توسط دولت، مسیر کاخ باکینگهام به کاخ وست‌مینستر را می‌پیماید.

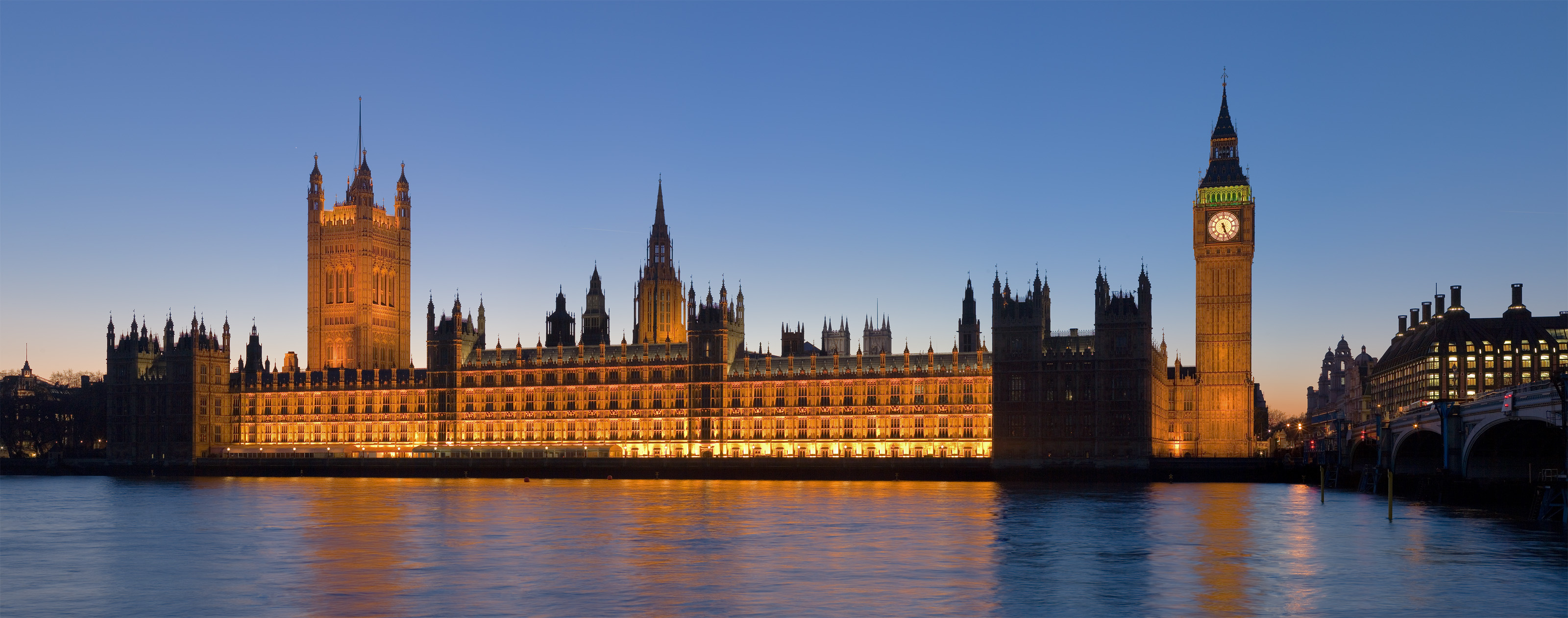
کاخ وستمینستر در شب

مقام سلطنت حق ورود به صحن مجلس عوام را -که «خانه مردم» نامیده می‌شود- ندارد. محل جایگاه سلطنتی در مجلس اعیان است که نمایندگان مجلس عوام برای شنیدن سخنان ملکه در لژ کنار صحن آن حضور می‌یابند. مقام سلطنت سخنان افتتاحیه خود را همیشه با عبارت «دولت من…» آغاز می‌کند و سپس لوایح اصلی دولت برای ارائه به مجلس را برمی‌شمارد. سپس با همان شکوه و جلال به کاخ محل سکونت خود بازمی‌گردد. متن سخنرانی مقام سلطنت در هنگام گشایش مجلس، نخست در دفتر نخست‌وزیر و بدون مشورت با دربار تهیه شده‌است و پس از شکل‌گیری به دربار ابلاغ می‌شود.
مقام سلطنت در بریتانیا، گرچه رسماً شخص اول کشور به‌شمار می‌رود، ولی در تمام مراسم رسمی، چه در داخل کشور یا در هنگام سفرهای رسمی خارجی، نماینده دولتِ منتخب است و متن تمام سخنرانی‌های رسمی او را کارگزاران دولت تهیه می‌کنند.

## تاریخچه
در قرون وسطی و اوایل عصر مدرن چهار پادشاهی انگلستان، اسکاتلند، ویلز و ایرلند در داخل جزایر بریتانیا وجود داشتند که هریک دارای مجلس مجزا از یکدیگر بودند. قانون ولز سال ۱۵۳۵–۴۲ ویلز را تحت قیمومیت انگلستان قرار داد. قانون اتحاد سال ۱۷۰۷ انگلستان و اسکاتلند را متحد و تحت لوای مجلس بریتانیای کبیر قرار داد و قانون اتحاد سال ۱۸۰۰ ایرلند را نیز به جمع افزود و پادشاهی متحد بریتانیای کبیر و ایرلند را تشکیل داد.

### مجلس انگلستان
ریشه‌های تأسیس مجلس انگلستان به دوران انگلوساکسون‌ها بازمی‌گردد. ویلیام نرماندی در سال ۱۰۶۶ اقدام به ایجاد یک سیستم فئودالی نمود که در آن، پیش از تصویب یک قانون از نظرات شخصیت‌های صاحب نفوذ و کلیسا اطلاع حاصل می‌گردید. در سال ۱۲۱۵ ذینفعان حاکم پرنس جان را وادار کردند تا «منشور کبیر» (مگنا کارتا) را بپذیرد. بر طبق این منشور، شاه نمی‌توانست به‌طور خودسرانه اقدام به خراج‌بندی و اخذ مالیات کند (به استثناء مالیات‌های فئودالی که از قبل نیز وصول می‌گشتند) و می‌بایست پیش از هر اقدامی، ابتدا نظر مساعد شورای سلطنتی را کسب می‌کرد. این شورا بعدها به تدریج به‌شکل مجلس درآمد.
در سال ۱۲۶۵، سایمون دو مانتفورد، کنت ششم لستر نخستین انتخابات مجلسی را برگزار کرد. در این انتخابات، حق رأی در برای تمام حوزه‌های انتخاباتی در کشور یکسان بود و حتی برای زمین‌دارانی که سالیانه مبلغ ۴۰ شیلینگ بابت اجاره زمین‌هایشان می‌پرداختند نیز حق رأی در نظر گرفته شده بود. میزان حق رأی در قصباتی که دارای نماینده در مجلس بودند. همین ساختار شکل‌دهندهٔ «الگوی مجلسی» بود که در سال ۱۲۹۵ توسط ادوارد اول مورد پذیرش قرار گرفت. در زمان سلطنت ادوارد سوم مجلس به دو مجلس مجزا تقسیم گردید: اولی شامل اشراف و مقامات عالی مذهبی و دیگری شامل شوالیه‌ها و شهروندان می‌گردید. وضع قوانین یا هر نوع مالیات، بدون جلب نظر هر دو مجلس و در عین حال پادشاه به تصویب نمی‌رسید.
هنگامی‌که الیزابت اول انگلستان در سال ۱۶۰۳ بدون وارث مشخص درگذشت، جیمز ششم پادشاه اسکاتلند به عنوان پادشاه انگلستان از سوی مجلس این کشور انتخاب شد و هر دو کشور تحت لوای سلطنت او درآمدند، ولی هر کدام مجلس خود را حفظ نمودند. پس از آنکه چارلز یکم، جانشین جیمز، جنگ‌های سه پادشاهی را به راه انداخت، با مخالفت مجلس انگلستان مواجه گردید و ادامه این مخالفت‌های منجر به جنگ داخلی انگلستان شد. چارلز در سال ۱۶۴۹ اعدام شد و مجلس لردها در زمان حکومت الیور کرامول منسوخ گردیده و مجلس عوام به کنترل کرامول درآمد. پس از مرگ کرامول، نهضت تجدید سلطنت انگلستان در سال ۱۶۶۰ پادشاهی و مجلس لردها را احیاء نمود.
از ترس جایگزینی کلیسای کاتولیک، انقلاب ۱۶۸۸ انگلستان به عزل جیمز دوم انگلستان (جیمز هفتم اسکاتلند) به نفع حکومت مشترک مری دوم و ویلیام سوم انجامید، کسانی که توافقشان بر سر اعلامیه حقوق بشر انگلستان آغازی بر استقرار دوره پادشاهی مشروطه گردید، ولی در عین حال برتری پادشاه به قوت خود باقی بود. برای سومین بار، مجلس سنتی که توسط پادشاه احضار نمی‌شد، برای تعیین جانشین لازم گردید.

### مجلس اسکاتلند

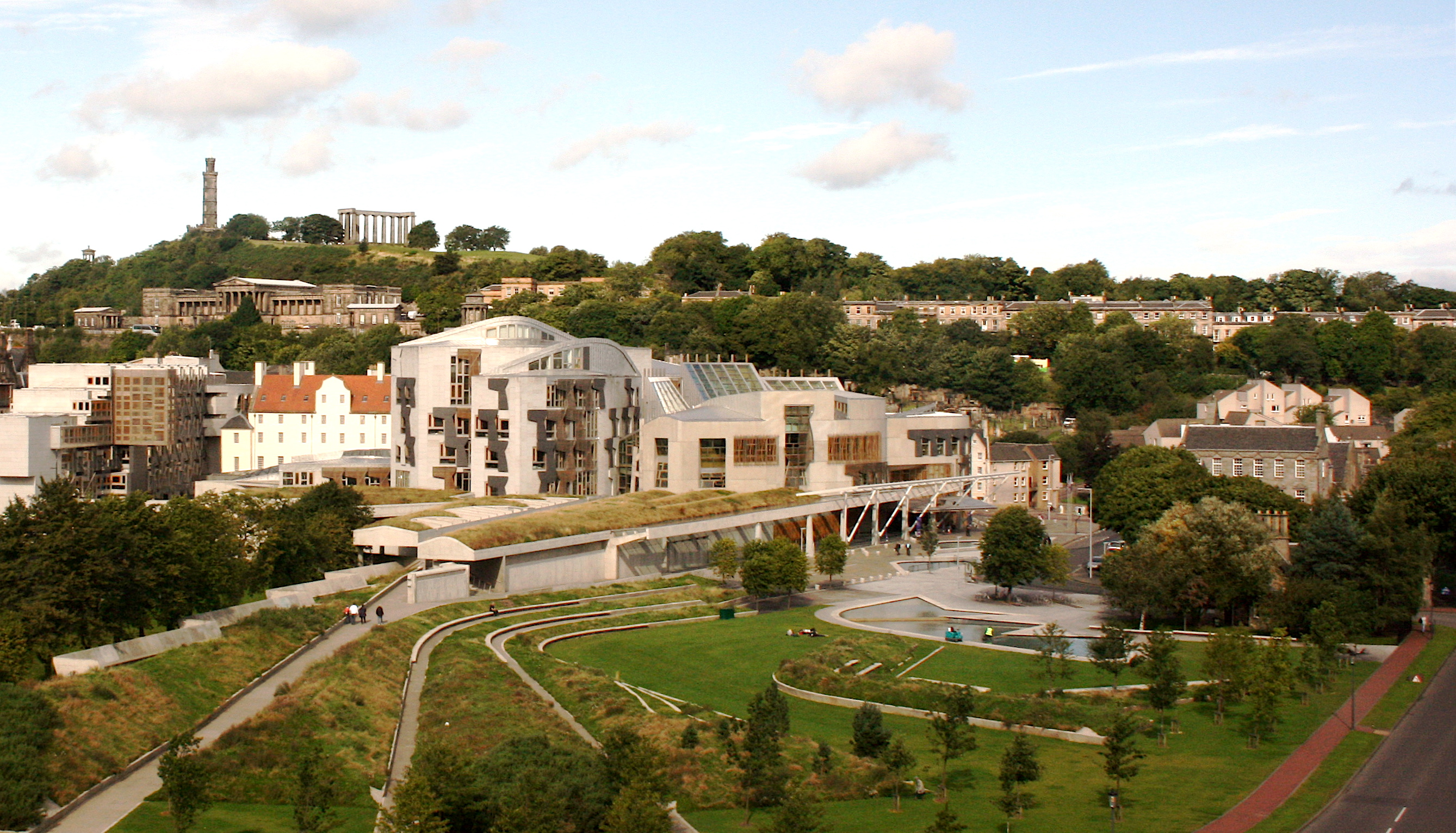
ساختمان مجلس پادشاهی اسکاتلند در شهر ادینبورگ

از زمان حکومت کنت مک‌آلپین، پادشاهی اسکاتلند توسط رؤسای قبایل و حکمرانان محلی تحت فرمان پادشاهان اسکاتلند اداره می‌شد. در این نظام، کلیه مناصب دولتی از طریق انتخابات و توسط شورائی تحت سیستم سنتی گالی انجام می‌گرفت که ترکیبی از اجزای موروثی و رضایت حاکمان بود. پس از سرنگونی مکبث اول توسط مالکوم سوم در سال ۱۰۵۷، و تأثیرپذیری روزافزون اسکاتلندی‌ها از نورمن‌ها، به تدریج سیستم فئودالی معرفی گردید که در آن فرزند ارشد تمامی میراث خانواده را به ارث می‌برد و سهم فرزندان دیگر از میراث هیچ بود.
در اواخر قرون وسطی شورای اسقف‌ها و کنت‌ها که توسط پادشاه کنترل می‌گشت تبدیل به سیستم یک مجلسی در طبقات مجلس گردید، که «مباحثات» انجام شده در کیرک لیستون در سال ۱۲۳۵ (اولین جلسه مجلس که سوابق آن به صورت مکتوب موجود است) این مجلس هم نقش سیاسی و هم نقش قضایی بر عهده داشت. از سال ۱۳۲۶ سه طبقه از طبقات روحانیون و ذینفعان حاکم و کمیسیونرهای قصبات (تقریباً مترادف مناطق شهری که بعداً به اعضای مجلس معاصر با مجلس انگلستان تبدیل گشتند) در تالار واحد تشکیل جلسه داده و قدرت کامله بر وضع مالیات داشته و نفوذی قاهرانه بر عدالت، سیاست خارجی، جنگ و قانونگذاری اعمال می‌نمودند. مجلس کمیته‌ای را با نام لردهای قوانین (قابل مقایسه با انتخاب کمیته مدرن) جهت تهیه پیش‌نویس قوانین، انتخاب می‌نمود. این پیش‌نویس‌ها در مرحله بعد به صورت کامل و جهت تأیید نهایی به مجلس ارائه می‌گردیدند.
به دنبال اصلاحات و فشار کلیسای اسکاتلند، کلیسای رومن کاتولیک اسکاتلند از سال ۱۵۶۷ از ترکیب مجلس خارج و پس از منزوی شدن روحانیون پروتستان در سال ۱۶۳۸ اداره مجلس اسکاتلند به‌طور کامل به صورت غیر روحانی درآمد. در دوران سلطنت جیمز ششم لردهای قوانین بیش از پیش تحت نفوذ دربار قرار گرفتند و به‌دنبال جلوس او بر تاج و تخت انگلستان در سال ۱۶۰۳ او از آن‌ها جهت اداره اسکاتلند از مقر لندن خود استفاده می‌نمود. در طی جنگ‌های سه پادشاهی در دوره هم پیمانی (‎۱۶۳۸–۱۶۵۱) مجلس اسکاتلند کنترل اجرایی را در دست گرفته و به صورت قاطعانه سلطنت را از دست چارلز اول خارج ساخت. پس از درگیر شدن اسکاتلند در جنگ داخلی انگلستان توسط الیور کرامول، در دوران حکومت کرامول دولت او یک اتحادیه مجلسی انگلو-اسکاتلندی را در سال ۱۶۵۷ تحمیل نمود.
در سال ۱۶۶۰، پس از اینکه چارلز دوم مجدداً به تخت پادشاهی انگلستان و ایرلند نشست، مجلس اسکاتلند دوباره پا گرفت (او قبلاً شاه اسکاتلند را در اسکون و در مورخه ۱ ژانویه ۱۶۵۱ تاج‌گذاری نموده بود). پس از آنکه انقلاب موسوم به «شکوهمند» پادشاه انگلستان را در مورخه فوریه ۱۶۸۹ رسماً از قدرت برکنار کرد، ویلیام دوم اسکاتلند (ویلیام سوم انگلستان) اقدام به احضار مجمع ایالات نمود که که به تبادل نامه بین ویلیام و جیمز هفتم اسکاتلند (جیمز دوم انگلستان) انجامیده و به تعیین شرط و شروط خود در دعوی قوانین حقوقی پرداخته و به صورت مقتضی پادشاهی مشترک مری دوم و ویلیام را به حالت پادشاهان مشترک بر اسکاتلند در ادینبورگ و در تاریخ ۱۱ آوریل ۱۶۸۹ اعلام نمودند.

### مجلس ایرلند

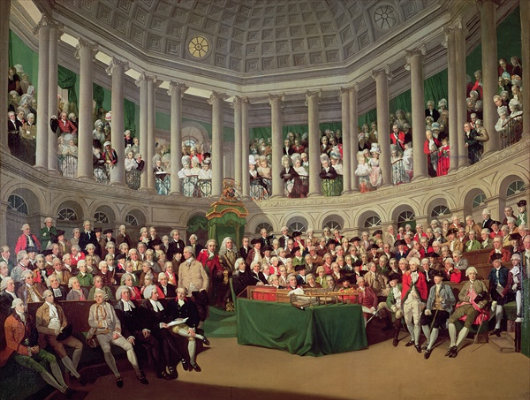
مجلس عوام ایرلند

مجلس ایرلند در زمان اقتدار ایرلند و به منظور نمایندگی جامعه انگلیسی مقیم ایرلند شکل گرفت. این در حالی بود که ایرلندی‌های اصیل یا سلتی‌ها دارای حق رأی یا احراز نمایندگی مجلس نبودند. اولین جلسه ثبت شده این مجلس در سال ۱۲۶۴ برگزار گردید. در این زمان حضور انگلستان در ایرلند کمرنگ‌تر شده بود و محدود به مناطقی در اطراف شهر دوبلین بود که اصطلاحاً «پِیل» (The Pale) نامیده می‌شد.
هنری هشتم در سال ۱۵۴۱ با به رسمیت شناخته پادشاهی ایرلند، تلاش دوباره‌ای برای به سلطه درآوردن ایرلند آغاز نمود.
در این زمان لردهای سلتی ایرلند صلاحیت حضور متساوی با اکثریت انگلیسی در مجلس ایرلند را یافتند. در پی اصلاحات مذهبی و غلبه پروتستان‌ها در انگلستان، درگیری‌ها در ایرلند ادامه یافت زیرا اکثر مردم این کشور بر مذهب کاتولیک باقی ماندند.
بین سال‌های ۱۶۱۳ تا ۱۶۱۵ حوزه‌های انتخابیه ایرلند بنحوی تنظیم گشتند که مهاجران پروتستان حائز اکثریت مجلس ایرلند گردند. پس از شورش سال ۱۶۴۱ ایرلند حق رأی و حضور کاتولیک‌ها در مجلس در دوره استیلای کرامول بر ایرلند ممنوع شد.
در دوران حکومت جیمز دوم و هفتم کاتولیک‌ها مجدداً اقتدار خود را بدست آوردند و در طول جنگ جکوبایت‌ها در ایرلند، او با درخواست مجلس ایرلند مبنی بر استقلال و اعاده سرزمین‌ها موافقت نمود. پس از پیروزی ویلیام سوم انگلستان اقتدار مجدداً حالت معکوس بخود گرفت، با تصویب قانون کیفری اوضاع وخیم تر نیز گشت. از سوی دیگر قانون پوینینگ مصوب سال ۱۴۹۴ باعث شد که مجلس ایرلند به زیر مجموعه‌ای از مجلس انگلستان تبدیل گردد، ولی قانون اساسی سال ۱۷۸۲ این محدودیت‌ها را مرتفع ساخته و حدود یک دهه بعد کاتولیک‌ها حق رأی یافتند. این در حالی بود که هنوز عضویت آن‌ها در مجلس ممنوع بود.

### مجلس بریتانیای کبیر
بدنبال پیمان‌نامه اتحاد سال ۱۷۰۷، قانون اتحاد هم در مجلس انگلستان و هم در مجلس اسکاتلند بتصویب رسید که بر اساس آن پادشاهی بریتانیای کبیر جدید شکل گرفت. این قوانین هر دو مجلس را منحل و «مجلس پادشاهی بریتانیای کبیر» جدید را جایگزین آن‌ها ساخته و مقر این مجلس جدید، تالار سابق مجلس انگلستان تعیین گردید. در حالیکه قوانین اسکاتلند و نهاد قضایی اسکاتلند به صورت مجزا از یکدیگر باقی ماندند، امر قانون‌گذاری به مجلس جدید تفویض گشت.
پس از اینکه جورج اول در سال ۱۷۱۴ میلادی با پشتیبانی مجلس بر تخت پادشاهی نشست، انتقال قدرت حکومت از پادشاه به مجلس به تدریج آغاز گشت. با پایان سلطنت او، وزرا برای انتخاب نیاز به حمایت مجلس داشتند و موظف به پاسخگویی به آن نیز بودند. تا سال‌های آخر قرن هجدهم پادشاه هنوز نفوذی قابل ذکر بر مجلس داشت که تحت تأثیر عواملی چون اشرافیت انگلیسی و قیمومیت بود، اما پادشاه یا ملکه از اعمال قدرت مستقیم پرهیز می‌کرد. در انتخابات عمومی رأی مردم در حوزه‌های انتخابیه دور افتاده، توسط افراد با اصالت محدود می‌گشت. از اینرو در عین حالیکه هنوز شهرهای بزرگ بدون نماینده باقی‌مانده بودند، کرسی مربوط به قصبات دور دست را می‌توانستند به راحتی بدست آورند. اصلاح طلبان و افراط گرایان جویای ایجاد اصلاحات مجلسی بودند، اما با گسترش جنگ‌های ناپلئونی دولت در برابر نظرات مخالف حالت سرکوب گرایانه بخود گرفته و اوضاع به سمت ایجاد اصلاحات متمایل گردید.

### مجلس پادشاهی متحد بریتانیا
پادشاهی متحد بریتانیای کبیر و ایرلند در سال ۱۸۰۱ با ادغام پادشاهی بریتانیای کبیر و پادشاهی ایرلند به وجود آمد.
اصل واگذاری مسئولیت وزرا به مجلس طبقه پایین تا قرن نوزدهم کاربردی نگردید – هم به صورت تئوریک و هم به صورت عملی، مجلس لردها در مقایسه با مجلس عوام ممتاز تر بود. اعضای مجلس عوام در یک سیستم انتخابات منسوخ شده انتخاب می‌گردیدند که در آن حوزه‌های انتخاباتی با اندازه‌های بسیار متفاوت وجود داشتند. بنابر این، قصبه اولد ساروم با هفت رای‌دهنده قادر به انتخاب دو نماینده بود همانگونه که قصبه دان ویچ که زمین‌های آن بر اثر فرسایش سطح در دریا مدفون گشته بود، این اختیار را داشت. در بسیاری از موارد، اعضای مجلس طبقه بالا همچنین بر قصبات کوچک کنترل داشتند که با نام پاکت یا قصبات دور دست شناخته شده و از این طریق از انتخاب بستگان و حامیان خود اطمینان حاصل می‌نمودند. بسیاری از کرسی‌های مجلس عوام «متعلق» به لردها بود. پس از اصلاحات قرن نوزدهم، که با قانون اصلاحات سال ۱۸۳۲ آغاز شد، سیستم
انتخاباتی مجلس طبقه پایین بسیار نظام مند تر گشت. اعضای مجلس عوام دیگر بدون وابستگی به مجلس طبقه بالا بخاطر تعداد کرسی‌هایشان، رشد نموده و قادر به طرح نظراتشان گردیدند.

### عصر مدرن
برتری مجلس عوام به‌طور مشخص در ابتدای قرن بیستم آشکار گردید. در سال ۱۹۰۹، مجلس عوام قانون موسوم به «بودجه مردم» که بر طبق آن تغییرات زیادی در سیستم اخذ مالیات و به ضرر زمین داران ثروتمند ایجاد گردید را مورد تصویب قرار داد. مجلس لردها که اکثراً از زمین داران قدرتمند تشکیل یافته بود، بودجه را رد نمود. بر پایه محبوبیت برنامه بودجه و متقابلاً بدنامی لردها، حزب لیبرال در انتخابات عمومی سال ۱۹۱۰ به پیروزی دست یافت. به استناد نتایج حاصله به عنوان خواست مردم، هربرت هنری اسکوئیت نخست‌وزیر لیبرال به معرفی لایحه مجلس، که در مورد محدود ساختن قدرت لردها بود، اهتمام ورزید. (او به معرفی مجدد مفاد مالیات زمین در بودجه مردمی نپرداخت) هنگامی که لردها از تصویب قانون سر باز زدند، اسکوئیت به نزد پادشاه رفته و در خواست ایجاد چند صد کرسی لیبرال مشابه به منظور حذف اکثریت محافظه کار در مجلس لردها را نمود. در برخورد با چنین تهدیدی، مجلس لردها با کراهت لایحه را تصویب نمودند. با طرح قانون مجلس سال ۱۹۱۱ به لردها اجازه تأخیر در تصویب یک لایه حداکثر تا سه جلسه (که در سال ۱۹۴۹ به دو جلسه کاهش یافت) را می‌داد و مورد پس از این مدت، حتی در صورت مخالفت آن‌ها، به صورت قانون درمی‌آمد.
در سال ۱۹۲۲ ایالت آزاد ایرلند مستقل شده و در سال ۱۹۲۷ پادشاهی بریتانیا نام خود را به پادشاهی متحد بریتانیای کبیر و ایرلند شمالی تغییر داد.
اصلاحات بعدی مجلس لردها در قرن بیستم انجام پذیرفت. در سال ۱۹۵۸ قانون عناوین طبقه لردها باعث به وجود آمدن منظم رتبه قانون عناوین اشرافی گردید. در دهه ۱۹۶۰ ایجاد منظم شان موروثی طبقه لردها متوقف گردید؛ از آن پس، تقریباً تمام صاحبان جدید عناوین اشرافی فقط اشراف بودند ولا غیر. اخیراً، قانون مجلس لردها مصوب سال ۱۹۹۹ کلیه حقوق خودکار موروثی اشراف جهت اشغال کرسی مجلس طبقه بالا را از میان برداشت (اگرچه برای ۹۲ نفر از آنان استثنای موقت قائل گردید). در حال حاضر مجلس لردها زیر مجموعه مجلس عوام بحساب می‌آید.
پس از تفویض قانونگذاری یک مجلسی ملی اسکاتلند توسط قانون سال ۱۹۹۸ اسکاتلند، مجلس اسکاتلند تأسیس گردیده و اولین جلسه خود را در مورخه ۱۲ مه سال ۱۹۹۹ برگزار نمود.

## اجزای تشکیل دهنده
ریاست مجلس با شخص مقام سلطنت بریتانیا است. به‌هرحال، نقش پادشاه صرفاً به صورت تشریفاتی است؛ در عمل او تصویب قوانین را با نظر نخست‌وزیر و دیگر وزرا که آنان نیز متقابلاً به مجلس پاسخگو هستند، به انجام می‌رساند.
افراد تشکیل دهنده مجلس طبقه بالا عمدتاً از اعضای انتصابی («لردهای مجلس») هستند. شیوه این مجلس کلاً بر اساس «حق لردها که بر طبق آن، این افراد چه روحانی و غیر روحانی در جلسه مجلس از احترام برخوردار باشد» استوار است. لردهای روحانی مذهبی کلیسای انگلستان و لردهای غیر روحانی اشراف مملکت بودند. لردهای روحانی و غیر روحانی به عنوان ایالات مجزا تلقی می‌گشتند ولی آن‌ها تشکیل جلسه داده، بحث کرده و با هم رأی می‌دادند.
لردهای روحانی از قبل کلیه مقامات ارشد مذهبی کلیسای انگلستان – اسقف‌های اعظم، اسقف‌ها، راهبان بزرگ و رؤسای صومعه‌ها را شامل نموده بودند. بمحض انحلال صومعه‌ها در زمان
حکومت هنری هشتم، راهبان بزرگ و رؤسای صومعه‌ها از مقام‌های خود در مجلس عزل گردیدند. تمام اسقف‌های حوزه اسقفان، به حضور خود در مجلس ادامه دادند لکن قانون طبقه اسقف‌های منچستر در سال ۱۸۴۷ و قوانین متعاقب آن فقط ۲۶ نفر از ارشدترین افراد را به عنوان لرد روحانی قلمداد نمودند. این تعداد در هر زمان شامل متصدیان «پنج حوزه اسقفی» برای مثال اسقف اعظم کانتربری، اسقف اعظم یورک، اسقف لندن، اسقف دورهام، اسقف وینچستر می‌گردد. مابقی ۲۱ نفر لردهای روحانی از بین اسقف‌های حوزه اسقفی بودند که رتبه ایشان برحسب تقدس تعیین می‌گشت.
لردهای غیر روحانی تماماً از اعضای طبقه اشراف بودند. قبل از آن، آن‌ها حالت اشراف موروثی را داشتند. حق نمایندگی مجلس برخی از اشراف موروثی به صورت خودکار نبود: پس از اتحاد اسکاتلند و انگلستان و ایجاد بریتانیای کبیر در سال ۱۷۰۷، این امکان به وجود آمد که کلیه اشرافی که‌شان آنان توسط پادشاهان انگلستان اعطا گردیده بود به نمایندگی مجلس منصوب گردند، ولی آن‌هایی که‌شان آنان توسط پادشاهان اسکاتلند اعطا گردیده بود، تنها مجاز به انتخاب شماری محدود از نمایندگان اشراف بودند. ترتیباتی مشابه در مورد ایرلند، در زمانی آن کشور در سال ۱۸۰۱ با انگلستان ادغام گردید، اتخاذ گردیده شد. اما هنگامیکه ایرلند جنوبی در سال ۱۹۲۲ از ترکیب پادشاهی متحد خارج گردید، انتخاب نمایندگان اشراف ایرلندی متوقف شد. با بکار بستن قانون اشرافیت سال ۱۹۶۳ انتخاب نمایندگان اشراف اسکاتلندی نیز متوقف شد؛ و کلیه اشراف اسکاتلندی حق نمایندگی مجلس را یافتند. با رسمیت یافتن قانون مجلس لردها به سال ۱۹۹۹، تنها دارا بودن شان اشرافیت غیر موروثی (که می‌توان از آن به عنوان شئون اشرافی که قابل به ارث رسیدن نبودند، نام برد) به صورت خودکار صاحب این عنوان را شایسته نمایندگی مجلس لردها می‌نمود. از تعداد کل اشراف موروثی، تنها ۹۲ نفر – کنت مارشال، لرد کبیر چمبرلین و ۹۰ نفر توسط دیگر اشراف‌زادگان انتخاب گردیدند—کرسی‌های خود در مجلس را حفظ نمودند.
عوام الناس، آخرین «طبقه» پادشاهی در مجلس عوام نماینده دارند که شیوه رسمی آن به صورت «محترم شماردن عوام الناس در جلسه مجلس» است. هم اکون تعداد نمایندگان این مجلس ۶۴۶ نفر است. تا زمان انتخابات عمومی سال ۲۰۰۵ این مجلس ۶۵۹ نماینده داشت، ولی با اجرایی شدن قانون اسکاتلند سال ۱۹۹۸ تعداد نمایندگان اسکاتلند کاهش پیدا کرد. هر «نماینده مجلس» یا MP توسط حوزه انتخابیه واحد و به مقتضی سیستم انتخابی سیستم اولین گذراننده مقام انتخابی برگزیده می‌گردد. محدودیت سنی بین‌المللی برای افراد بالای ۱۸ سال است؛ شهروندان بریتانیا، مردم جمهوری ایرلند و اتحادیه کشورهای همسود مقیم بریتانیا حائز حق رأی هستند. طول دوره نمایندگی اعضای مجلس عوام بطول دوره مجلس وابسته است؛ پس از هر انحلال یک دوره انتخابات عمومی برگزار می‌شود که در طی آن تمام کرسی‌ها مورد رقابت واقع می‌گردند.
انتظار بر آنست که اجزای سه‌گانه مجلس را جدا از یکدیگر نگه دارند؛ هیچ شخصی قادر به شکل‌دهی یک بخش تشکیل یافته از بیش از یک جزء ناست. لردهای مجلس به صورت قانونی از حق رأی در انتخابات تعیین نمایندگان مجلس عوام محروم هستند؛ به صورت مرسوم شخص پادشاه رأی نمی‌دهد، اگرچه مانع مدونی در این خصوص وجود ندارد.

## روش
هر یک از مجلس‌های مجلس بریتانیا دارای یک «رئیس» هستند: ریاست مجلس برای مجلس عوام و رئیس مجلس لردها برای مجلس اعیان کار می‌کنند.
در خصوص مجلس عوام، به صورت تئوری تأیید پادشاه قبل از اعتبار یافتن انتخاب رئیس مجلس، لازم است، ولی بر طبق مرسومات مدرن، این تأیید همیشه «گرفته شده» فرض می‌شود. وظیفه ریاست مجلس می‌تواند در صورت غیاب رئیس توسط سه معاون او احراز شود: قائم مقام، معاون اول قائم مقام، و معاون دوم قائم مقام موسوم به قائم مقام راه و روش.
قبل از ژوئیه سال ۲۰۰۶، مجلس لردها توسط لرد صدر اعظم (عضو کابینه) ریاست می‌گردید. نفوذ این شخص به عنوان رئیس مجلس بسیار محدود بود (در حالیکه اختیارات رئیس مجلس عوام بسیار گسترده بودند). به‌هرحال، به عنوان قسمتی از قانون اساسی اصلاحی سال ۲۰۰۵ موقعیت رئیس مجلس لردها (همانگونه که در متن قانون نامیده شده‌است) از مقام لرد صدر اعظم تفکیک گردید، اگرچه لردها به‌طور گسترده به صورت خود گردان باقی ماندند. تصمیمات در خصوص دستورها و نظام متلاطم اعضاء توسط کل مجلس طبقه بالا اخذ می‌گردید ولیکن در مجلس طبقه پائین این تصمیم‌گیری تنها بر عهده رئیس مجلس بود. سخنرانی‌ها در مجلس لردها خطاب به کل مجلس بود (که در آن از کلمات «لردهای من» استفاده می‌شد) لکن سخنرانی‌ها در مجلس عوام تنها خطاب به رئیس مجلس بودند (که در آن از کلمات «آقای رئیس» و یا «بانوی رئیس» استفاده می‌شد).
در هر دو مجلس مسائل به صورت شفاهی مطرح و رای‌گیری نیز شفاهی برگزار می‌شد، اعضا در مجلس عوام، داد می‌زدند که «آری» و «خیر» – و در مجلس لردها می‌گفتند «راضی» و «ناراضی» --، سپس مأمورانی که مدیریت مجلس را بر عهده داشتند نتیجه را اعلام می‌نمودند. صدور رأی هر یک از رؤسای مجالس نیز قابلیت مباحثه داشتند که بر روی آن‌ها یک رأی ثبت می‌کردند (این روش با نام تصمیم‌گیری شناخته می‌شد). (رئیس مجلس عوام توانایی رد در خواست‌های بی‌اساس در مورد یک تصمیم را دارا بود، ولی رئیس مجلس لردها این قدرت را نداشت) در هر مجلس، یک بخش از نمایندگان می‌خواست که به یکی از دو تالار جانبی تالار اصلی بروند؛ آنگاه نام ایشان توسط یک کارمند ثبت و در هنگام خروج آن‌ها از تالار فرعی و ورود مجددشان به تالار اصلی، رأی شان شمارش می‌گشت. انتظار از رئیس مجلس عوام آن بود که حامی گروه خاصی نبوده و بجز در زمان تساوی رای‌ها، حق رأی نداشته باشد؛ ولی در هر حال، رئیس مجلس لردها به همراه مابقی لردها حق رأی داشت.

## دوره‌های مجلسی

### آغاز دوره مجلسی
بدنبال برگزاری انتخابات عمومی، جلسات مجلس جدید کار خود را آغاز می‌نماید. مجلس از ۴۰ روز جلوتر توسط پادشاه یا ملکه، یعنی کسی که سر منشأ قدرت مجلس است، فرا خوانده می‌شود. در روز مشخص شده در اعلان دربار، هر دو مجلس در تالارهای مخصوص بخود تشکیل جلسه می‌دهند. آنگاه مجلس عوام به مجلس اعیان فرا خوانده می‌شوند و در آنجا لردهای عالی‌رتبه (نمایندگان پادشاه) به آن‌ها دستور انتخاب رئیس مجلس را می‌دهند. سپس مجلس عوام انتخابات خود را به انجام می‌رساند. در روز بعد، آن‌ها مجدداً به مجلس اعیان برمی‌گردند. در این مرحله، لردهای عالی‌رتبه صحت انتخابات را مورد تأیید قرار داده و از طرف پادشاه تأیید سلطنتی را به رئیس مجلس جدید اعطا می‌نمایند.
کار مجلس در روزهای آغازین، دریافت سوگندهای وفاداری است. بمحض اینکه اکثریت نمایندگان در برابر هر مجلس سوگند یاد نمودند، مراسم رسمی افتتاح مجلس برگزار می‌گردد. لردها بر کرسی‌های خود در تالار مجلس اعیان می‌نشینند و نمایندگان مجلس عوام در برابر نرده‌ای که درست در بیرون تالار واقع شده، حاضر می‌شوند. در این زمان پادشاه یا ملکه بر تخت مخصوص جلوس می‌نماید و گزیده‌ای از اورنگ پادشاهی را می‌خواند. مفاد این گزیده توسط وزرای دربار تنظیم می‌گردد. در این گزیده راه و روش قانونگذاری دولت در سال آتی مرور می‌شود. از آن پس، هر مجلس امور قانون‌گذاری مرتبط با خود را ادامه می‌دهد.
بر طبق سنت، قبل از بررسی محتوای سخنرانی پادشاه و آغاز کار قانونگذاری دولت، در هر یک از مجالس پیش‌نویس یک لایحه به صورت نمادین آماده و خوانده می‌شود: این لایحه در مجلس اعیان Select Vestries Bill و در مجلس عوام Outlawries Bill نام دارد. موضوع این لوایح به سخنان پادشاه یا ملکه در روز آغازین بازگشایی مجلس ارتباطی ندارد و این اقدام نمادین صرفاً برای تأکید بر استقلال مجلس از تصمیمات و نظرات دربار است.
پس از تهیه لایحه «پیش نویس»، هر مجلس بمدت چند روز به بحث در خصوص مفاد گزیده اورنگ پادشاهی می‌پردازند. بمحض اینکه هر مجلس به‌طور رسمی جوابیه خود به گزیده را ارسال نمود، کار قانون‌گذاری آغاز گشته، کمیته‌ها مشخص، کارمندان عالی‌رتبه انتخاب و امر تصویب قطعنامه‌ها و نگرش در مفاد قانونی شروع می‌شود.
یک جلسه مجلس از آغاز تا پایان صرف موارد غیرضروری می‌شود. در این مرحله مراسمی شبیه به مراسم گشایش برگزار می‌گردد. به‌طور عادی، پادشاه شخصاً در این مراسم که در محل مجلس اعیان برگزار می‌گردد، شرکت نمی‌کند. شرکت کنندگان از سوی شاه لردهای عالی‌رتبه هستند. جلسه بعدی مجلس نیز با همین روش آغاز می‌شود ولی دیگر لازم نیست که در شروع چنین جلساتی، رئیس مجلس انتخاب یا مراسم یاد کردن سوگند بجا آورده شود. در عوض، مراسم گشایش رسمی مجلس به‌طور مستقیم انجام می‌پذیرد. به منظور جلوگیری از تأخیر در شروع جلسه جدید و در حالات اضطراری در دوره طولانی مدت تعطیلات تابستانی، مجلس بیش از آن تعطیل نخواهد ماند، ولی تنها در زمان بحث مجلس در پاییز؛ مراسم گشایش پس از چند روز پی گرفته می‌شود.

### پایان دوره مجلسی
هر دوره مجلس پس از برگزاری شماری جلسات معین یا بدستور پادشاه یا در اثر خاتمه دوره، پایان می‌پذیرد، که در اعصار اخیر نوع اول رایج تر است. انحلال مجلس در هر زمان توسط شخص پادشاه و همیشه با توصیه نخست‌وزیر انجام پذیر خواهد بود. نخست‌وزیر ممکن است به دلایل منافع سیاسی حزب متبوع خود، انحلال مجلس را خواستار گردد. چنانچه نخست‌وزیر حمایت مجلس عوام را از دست بدهد، ناچار است کناره‌گیری کرده یا جهت تجدید قیمومیت خود خواستار انحلال مجلس گردد.

### طول دوره مجلسی
در ابتدا محدودیت زمانی در دوره‌های مجلس وجود نداشت، اما تصویب قانون سه سالانه ۱۶۹۴ حداکثر طول هر دوره را سه سال تعیین نمود. از آنجاییکه برگزاری انتخابات کار مشکلی بحساب می‌آمد، قانون هفت سالانه ۱۷۱۶ حداکثر طول هر دوره را به هفت سال افزایش داد که نهایتاً قانون مجلس سال ۱۹۱۱ آن را به پنج سال کاهش داد. در طول دوران جنگ جهانی دوم و بر اساس قانون مجلس، طول دوره نمایندگی به صورت موقت به ده سال افزایش یافت. با پایان جنگ، طول دوره دوباره به پنج سال کاهش یافت.
سابق بر این، مرگ پادشاه به‌طور طبیعی پایان دوره مجلس را به همراه داشت، و تاج پادشاهی به عنوان «آغاز، اساس و پایان» (به لاتین: caput, principium, et finis) در بدنه حکومت تلقی می‌گشت، اما امروزه به اینصورت نیست. اولین تغییرات در زمان حکومت مشترک ویلیام سوم و ماری دوم روی داد. در آن زمان جانشینی پادشاه مورد مناقشه بود و قانونی تصویب شد که بر طبق آن مجلس می‌توانست در صورت عدم انحلال تا شش ماه پس از مرگ پادشاه بکار خود ادامه دهد. قانون نمایندگی مردم مصوب ۱۸۶۷ به این راه و روش خاتمه داد.
در پایان هر دوره مجلس، مقام سلطنت فرمان نامه‌ای را مبنی بر برگزاری انتخابات عمومی جهت برگزیدن نمایندگان جدید مجلس عوام صادر می‌نمود. عضویت مجلس لردها با انحلال آن از بین نمی‌رفت. هر مجلسی که با انتخابات عموم مردم سر کار آمده باشد از آنکه دوره‌اش به‌سر آمده بود متمایز بود و به صورت مجزا شماره‌گذاری می‌گردید.

## عملکردهای قانونگذاری

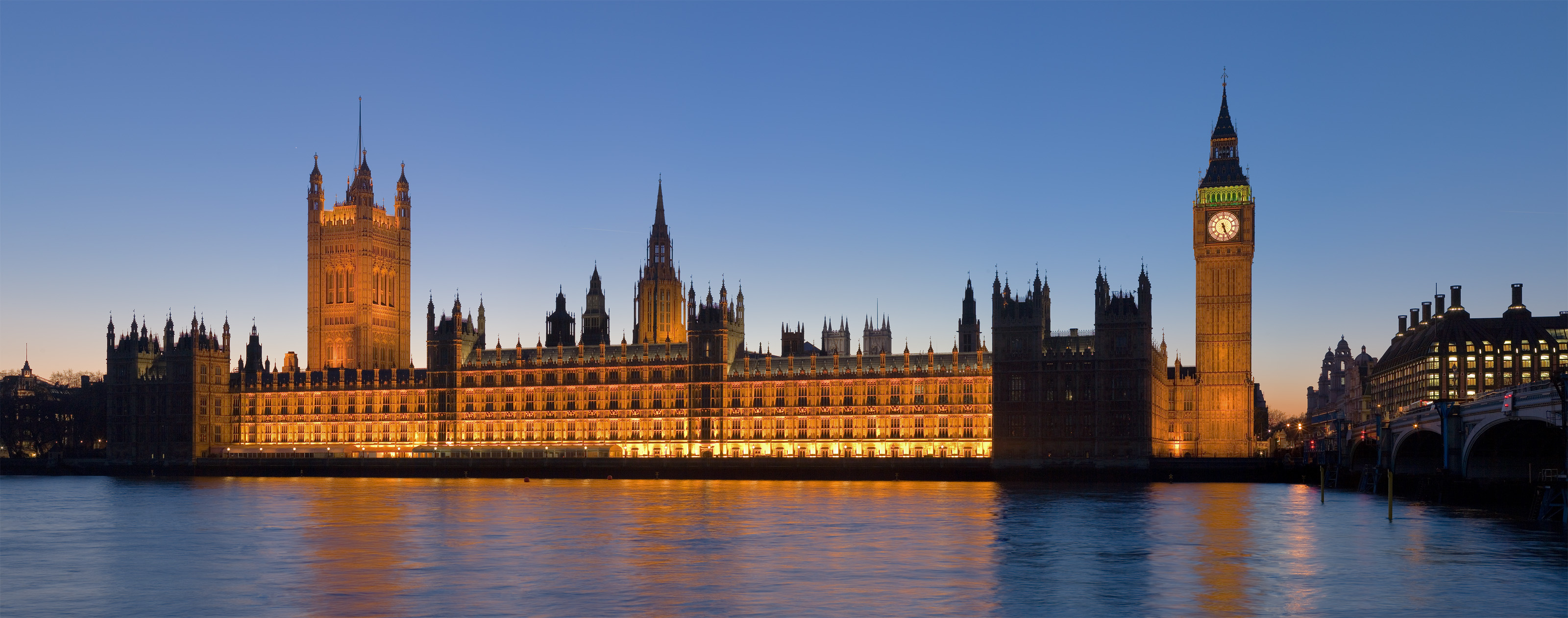
جلسات مجلس در کاخ وست‌مینستر تشکیل می‌گردند.

قوانین بر اساس قانون مجلس پادشاهی متحد بریتانیا موضوعیت می‌یابند. در حالی که حدود مشمولیت قوانین سراسر خاک بریتانیای کبیر شامل اسکاتلند می‌گردد، ولی بخاطر ادامه تفکیک قوانین اسکاتلند، بسیاری از قوانین به اسکاتلند دلالت ندارند و می‌باید جهت اجرای مجزا در اسکاتلند، با قوانین معادل تطبیق داده شده و یا، از سال ۱۹۹۹، با قوانین وضع شده توسط مجلس اسکاتلند در خصوص مسائل تفویضی چک شوند.
این امر باعث به وجود آمدن حالتی می‌شود که به سؤال لوتیان غرب معروف است: وضعیتی که در آن اعضای مجلس وست‌مینستر که از حوزه‌های انتخابی اسکاتلند هستند در خصوص مسائل قانون‌گذاری که هیچ تأثیری بر اسکاتلند ندارند، رأی می‌دهند. به عنوان مثال، قانون «تحصیلات تکمیلی سال ۲۰۰۴» تنها با رأی نمایندگان اسکاتلند تصویب گردید، اما این قانون هیچ گونه ارتباطی با اسکاتلند نداشت.
قوانین را، که در حالت پیش‌نویس با نام لوایح خوانده می‌شوند، هریک از نمایندگان هر دو مجلس می‌توانند طرح کنند ولی به صورت معمول قوانین توسط وزیر دربار معرفی می‌شوند. لایحه معرفی شده توسط یک وزیر را «لایحه دولت»، و لایحه‌ای که توسط دیگر نمایندگان مطرح می‌شود را «لایحه خصوصی اعضا» می‌نامند. راه دیگر طبقه‌بندی لوایح از طریق موضوع آن‌ها است. اکثر لوایحی که در مورد مسائل عمومی هستند، با نام «لوایح عمومی» شناخته می‌شود. همچنین لایحه‌ای که دربارهٔ اعطای حقوق خاص به یک فرد یا گروه کوچک بحث می‌نماید را لایحه خصوصی می‌نامند. لایحه خصوصی که دلالتی عمومی‌تر دارند را «لوایح دو منظوره» می‌خوانند.
نسبت لوایح خصوصی اعضا به لوایح دولتی یک به هشت بوده و به تصویب رسانیدن آن‌ها بمراتب بعیدتر است. برای طرح لایحه خصوصی اعضا، سه روش برای نمایندگان وجود دارد:
- در نخستین روش، رأی اعضای خصوصی در صندوق قرار داده شده و به کسانی که برنده شوند، فرصت ارائه لایحه داده می‌شود.
- روش دیگر قاعده ده دقیقه است که در آن به نمایندگان ده دقیقه فرصت داده می‌شود تا مورد خود را برای سری جدید قانونگذاری به صورت اجمالی ارائه دهد.
- نام روش سوم، دستور جاری ۵۸ است که بر طبق آن در صورت اطلاع یک روز قبل به رئیس مجلس می‌توان لایحه را بدون مباحثه طرح نمود.

تأخیر اندازی خطری است که بر پایه آن مخالفان یک لایحه قسمت اعظم وقت اختصاص داده شده به آن را تلف می‌کنند. لوایح خصوصی اعضا در صورت مخالفت دولت، شانسی برای تصویب نخواهند داشت؛ ولی از آن‌ها در مسائل معنوی استفاده می‌شود: به عنوان مثال لوایح رفع جرم از همجنس‌گرایی و سقط جنین نمونه‌هایی از لوایح خصوصی اعضا بحساب می‌آمدند. برخی اوقات دولت‌ها از لوایح خصوصی اعضا جهت تصویب قوانینی که نمی‌خواهند در تصویب آن درگیر باشند، استفاده می‌کنند. «لوایح اعانه» زمانی است که دولت لوایحی را به نمایندگانی که در رای‌گیری اعضای خصوصی برنده شده‌اند، ارائه می‌دهد.

### مراحل بررسی لوایح
هر لایحه می‌بایست مراحل مختلفی را در هر مجلس بگذراند. نخستین مرحله که نام آن خواندن اولیه است، فقط جنبه تشریفات دارد. در مرحله خواندن دوم اصول عمومی لایحه مورد بحث قرار می‌گیرند و مجلس می‌تواند آن را از طریق رأی عدم حرکت مرحله و اینکه «لایحه برای دومین بار خوانده شده‌است» رد کند. شکست لوایح دولتی بسیار نادر است، آخرین مورد آن در سال ۲۰۰۵ اتفاق افتاد.
بدنبال مرحله خواندن دوم، لایحه به کمیته فرستاده می‌شود. این کمیته در مجلس اعیان، «کمیته کل مجلس» یا «کمیته عالی» است. هر یک از این کمیته‌ها شامل کل اعضای مجلس هستند؛ فعالیت کمیته دوم تحت روش‌های خاص و تنها جهت لوایح غیر مناقشه‌ای است. در مجلس عوام، لایحه معمولاً در کمیته قائم طرح می‌گردد که شامل ۱۶ تا ۵۰ نفر عضو است ولی کمیته کل مجلس جهت درگیر موارد قانونگذاری مهم می‌شود. احتمال استفاده از دیگر کمیته‌ها، از جمله کمیته‌های انتخابی، نیز وجود دارد ولی بسیار نادر اتفاق می‌افتد. هر کمیته بند به بند یک لایحه را مورد بررسی قرار داده و سپس اصلاحات مورد توصیه خود را به کل مجلس، جایی که دقت بیشتری روی آن اعمال می‌کنند، ارسال می‌نماید. به‌هرحال، «کانگرو» (دستور جاری ۳۱) به رئیس مجلس قدرت انتخاب اصلاحات جهت مباحثه را می‌دهد. این امکان به صورت متداول تحت دستور جاری ۸۹ و توسط مدیر کمیته از طرف دولت و بجهت محدودسازی مباحثات کمیته، مورد بهره‌برداری قرار می‌گیرد.
بمحض بررسی مجلس بروی لایحه، مرحله خواندن سوم اجرا می‌گردد. در مجلس عوام، هیچ نوع اصلاح بعدی متصور بوده و گذراندن مرحله «اکنون لایحه برای سومین بار خوانده شده‌است» بمعنای تصویب کل لایحه‌است. در مجلس لردها اصلاحات بعدی بروی لایحه امکان‌پذیر است. پس از گذراندن مرحله خواندن سوم، مجلس لردها می‌باید بروی مرحله «اکنون لایه تصویب شد» رأی دهد. پس از تصویب در یک مجلس، لایحه به مجلس دیگر فرستاده می‌شود. در صورت تصویب یکسان در هر دو مجلس، آن را جهت تصویب نهایی به حضور پادشاه می‌فرستند. در صورتی‌که اصلاحات در یک مجلس تصویب و در مجلس دیگر با آن توافق نشود و دو مجلس نتوانند اختلافات خود را حل نمایند، لایحه مردود می‌گردد.

### اختلاف دو مجلس بر سر لوایح
از زمان تصویب قانون مجلس سال ۱۹۱۱، قدرت مجلس اعیان در رد لوایح تصویبی مجلس عوام محدود شده و بعداً بر طبق قانون مجلس سال ۱۹۴۹ این محدودیت‌ها افزایش یافت. چنانچه مجلس عوام یک لایحه عمومی را در دو جلسه پیاپی تصویب نموده و مجلس لردها آن را در هر دو بار رد کند، ممکن است مجلس عوام تصمیم بگیرد که بدون در نظر گرفتن رد آن توسط لردها، لایحه را مستقیماً برای تصویب نهایی نزد پادشاه یا نماینده رسمی او بفرستد. در هر مورد، لایحه می‌باید یک ماه قبل از خاتمه دوره مجلس عوام در آن بتصویب رسیده باشد. این شرط بر لوایح مطروحه در مجلس لردها، لوایحی که خواستار افزایش دوره پنج ساله مجلس بوده یا لوایح خصوصی، قابل اعمال نیست. یک روش خاص در لوایح طبقه‌بندی شده توسط رئیس مجلس عوام به عنوان «لوایح پولی» مورد استفاده قرار می‌گیرد. یک لایحه پولی به صورت «انحصاری» به مسائل مالیاتی یا دارایی‌های عمومی می‌پردازد؛ تأیید رئیس مجلس در هر شرایط به عنوان رأی قطعی تلقی می‌گردد. در صورتی‌که مجلس لردها یک لایحه پولی را یکماه پس از تصویب مجلس عوام مورد تصویب قرار ندهد، مجلس طبقه پایین می‌تواند آن را بلافاصله و به‌طور مستقیم به تصویب پادشاه برساند.
حتی قبل از گذراندن قوانین مجلس، مجلس عوام در موارد مالی از حق تقدم برخوردار است. بر اساس یک سنت قدیمی، مجلس اعیان امکان طرح لوایح مرتبط با مسائل مالیاتی یا تأمین بودجه یا دادن هر نوع اصلاحیه بروی یک لایحه به منظور جایگزینی مفاد مربوط به مسائل مالیاتی یا تأمین بودجه را ندارد. مجلس عوام در چشم‌پوشی کردن از این امتیاز مخیر بوده و گاهی اوقات اجازه تصویب اصلاحات دارای بار مالی را به مجلس لردها می‌دهد. مجلس لردها نیز در رد لوایح مربوط به تأمین بودجه یا مسائل مالیاتی آزاد است ولی در صورتی‌که لوایح از نوع پولی باشند، رأی آنان به آسانی کنار گذارده می‌شود. (ممکن است یک لایحه مرتبط به درآمد و تأمین بودجه، لایحه پولی نباشد. به‌طور مثال اگر شامل موضوعاتی فراتر از مالیات ملی و دارایی‌های عمومی باشد).

### مرحله پایانی
آخرین مرحله هر لایحه اخذ تاییدیه سلطنتی است. پادشاه توانایی بالقوه اعطای تاییدیه سلطنتی (تبدیل لایحه به قانون) یا نگه داشتن آن (وتوی لایحه) را دارا است. امروزه، پادشاه یا ملکه همیشه لوایح را تأیید می‌نماید و برای این کار از عبارت «خواست ملکه آن است» در زبان (نورمن فرانسوی: La reyne le veult) استفاده می‌کند. آخرین امتناع از اعطای تاییدیه در سال ۱۷۰۸ زمانی روی داد که ملکه آن تأیید خود را بر لایحه «ایجاد شبه نظامیان در اسکاتلند» بحالت معلق نگاه داشت.
بنابر این هر لایحه قبل از تبدیل به قانون، توافق هر سه جزء مجلس را کسب می‌کند، به استثناء مواردی که رأی مجلس اعیان بر اساس قوانین مجلس رد شود. کلماتی از قبیل «قانونی شدن توسط اعلیحضرت ملکه [پادشاه]، با توصیه و تأیید لردهای روحانی و غیر روحانی، و مجلس عوام در صحن جلسه مجلس و با ریاست همان، از قرار زیر:- «یا زمانیکه مرجعیت مجلس لردها با استفاده از قوانین مجلس رد می‌شوند، کلماتی از قبیل «قانونی شدن توسط اعلیحضرت ملکه [پادشاه]، با توصیه و تأیید مجلس عوام در صحن مجلس و به مقتضی مفاد قوانین ۱۹۱۱ و ۱۹۴۹ و با ریاست همان، از قرار زیر:-» در آغاز هر دوره قانونی مجلس شنیده می‌شود. این کلمات به عنوان فرمول تصویب شناخته می‌شوند.

## عملکرد قضایی
مجلس علاوه بر عملکردهای قانونگذاری، چندین عملکرد قضایی نیز دارد. حضور ملکه در مجلس باعث به وجود آمدن عالی‌ترین دادگاه کشور به منظور رسیدگی به اکثر موارد می‌گردد؛ ولی شورای عالی صلاحیت قضایی در برخی موارد (بعنوان مثال، استیناف از دادگاه‌های منسوب به کلیسا) دارا است. صلاحیت قضایی مجلس ریشه در آداب باستانی تسلیم دادخواست به مجالس به منظور تظلم‌خواهی و اجرای عدالت دارد. مجلس عوام در سال ۱۳۹۹ میلادی رسیدگی به دادخواست‌ها را به منظور تثبیت قضاوت در دادگاه‌های پایین‌تر، متوقف نموده و به صورت کاربردی، مجلس اعیان را به عنوان آخرین ملجا تظلم‌خواهی مطرح نمود. در دوران معاصر، عملکرد قضایی مجلس اعیان نه در داخل این مجلس و بلکه توسط گروهی از «لردهای رسیدگی‌کننده به استیناف‌های عادی» انجام می‌گردد (برطبق قانون قضایی استینافی سال ۱۸۷۶ شان اشرافی موروثی به قضات اعطاء شد) و به وسیلهٔ «لردهای رسیدگی‌کننده به استیناف» (سایر اشرافِ دارای تجربه قضاوت) انجام گردید. لردهای رسیدگی‌کننده به استیناف‌های عادی و لردهای رسیدگی‌کننده به استیناف (یا «لردهای طبقه پایین‌تر») از اعضای مجلس لردها هستند ولی به‌طور عادی در خصوص مسائل سیاسی رأی صادر ننموده و نظر نمی‌دهند.
در اواخر قرن نوزدهم قوانین اجازه به وجود آمدن «لردهای اسکاتلندی رسیدگی‌کننده به استیناف‌های عادی» را صادر و به رسیدگی به مسائل جنایی در مجلس لردها پایان دادند تا دیوان عالی قضایی به عنوان عالی‌ترین مرجع رسیدگی‌کننده به امور جنایی در اسکاتلند مشخص گردد. امروزه کمیته قانونگذاری مجلس لردها معمولاً حداقل از دو قاضی اسکاتلندی استفاده می‌کند تا از وجود تجارب قوانین اسکاتلند در رسیدگی به استیناف‌های اسکاتلندی در موارد مدنی در جلسه دادگاه بهره ببرند.
دیگر موارد قضایی نیز به صورت تاریخی توسط مجلس لردها انجام می‌پذیرفته‌اند. تا سال ۱۹۴۸ این مجلس به عنوان سازمان رسمی رسیدگی‌کننده به بزهکاران یا خیانت سطح بالای کشوری انجام وظیفه می‌نمود؛ در حال حاضر، جنایتکاران توسط قضات عادی محاکمه می‌شوند. هنگامیکه مجلس عوام اقدام به صدور حکم وارد نمودن اتهام می‌کند، محاکمه در مجلس لردها برگزار می‌گردد. البته امروزه موارد احضار بدادگاه به ندرت اتفاق می‌افتد؛ آخرین مورد این احضارات به سال ۱۸۰۶ میلادی بر می‌گردد. از سال ۲۰۰۶ شماری از نمایندگان تلاش‌هایی را در راستای احیای این سنت انجام دادند، این افراد بیانیه‌ای را در خصوص احضار نخست‌وزیر بدادگاه امضا نمودند، که البته موفقیت آن محل تأمل است.

## ارتباطات با دولت
دولت بریتانیا موظف به پاسخگویی به مجلس عوام است؛ ولی به‌هرحال نه نخست‌وزیر و نه اعضای دولت توسط مجلس عوام انتخاب نمی‌گردند. در عوض، ملکه فردی را که به احتمال زیاد موفق به کسب اکثریت مجلس است جهت تشکیل دولت، فرا می‌خواند. این شخص به صورت عادی رهبر فراکسیون اکثریت مجلس است. از جهت اینکه این افراد در برابر دادگاه پایین پاسخگو باشند، نخست‌وزیر و کابینه عضو مجلس عوام نیز هستند. آخرین نخست‌وزیری که عضویت مجلس لردها را دارا بود آلک داگلاس–هوم، چهاردهمین کنت هوم بود که در سال ۱۹۶۳ به نخست‌وزیری رسید. او جهت نشان دادن وفاداری خود به سنتی که طبق آن او را در برابر مجلس طبقه پایین مسئول می‌دانست، اشرافیت خود را انکار و انتخابات مجلس عوام را چند روز قبل از رسیدن به مقام نخست‌وزیری، تدارک نمود.
دولت‌ها به تسلط بر عملکرد قانونگذاری مجلس تمایل داشته و اینکار را از طریق اکثریت موافق خود در مجلس عوام و گاهی اوقات با استفاده از قدرت قیمومیت خود در تعیین افراد موافق در میان لردها، به انجام می‌رسانند. در عمل، دولت‌ها قدرت به تصویب رسانیدن مفاد قانونی (قابل قبول) مورد نظر خود در مجلس عوام را دارا هستند، مگر آنکه مخالفتی اساسی در میان نمایندگان حزب حاکم در مجلس وجود داشته باشد. البته حتی در این موارد نیز احتمال شکست یک لایحه غیر محتمل است، اگرچه نمایندگان مخالف در این موارد قدرت گرفتن امتیازاتی از دولت را دارند. در سال ۱۹۷۶، لرد هیل شام در نوشتار دانشگاهی با نام «دیکتاتوری گزینشی» نام جدیدی را برای این رفتار برگزید که امروزه از آن زیاد استفاده می‌شود.
مجلس نیز از طریق تصویب یا رد لوایح دولت و با اجبار وزرای دربار به پاسخگویی دربارهٔ رفتار آنان، به کنترل مدیران اجرایی کشور می‌پردازد، چه از طریق «زمان سؤال» یا در طی جلسات کمیته‌های فرعی مجلس. در هر دو مورد، سؤالاتی توسط نمایندگان از وزرا مطرح گشته و آن‌ها موظف به پاسخگویی هستند.
اگرچه مجلس اعیان امکان موشکافی امور مدیران اجرایی در زمان سؤال را از کانال کمیته‌های فرعی خود دارد، ولی این مجلس قدرت برکناری دولت را ندارد. وظیفه اصلی هر وزارتخانه حفظ رأی اعتماد و حمایت مجلس عوام است. مجلس طبقه پایین نیز با رد طرح اعتماد یا با تصویب طرح عدم اعتماد امکان نشان دادن عدم حمایت خود از دولت را دارد. ریشه طرح‌های اعتماد معمولاً در دولت و به منظور تحکیم حمایت مجلس است، در حالیکه طرح‌های عدم اعتماد توسط مخالفان دولت مطرح می‌گردند. این رای‌ها معمولاً به صورت «که این مجلس [هیچ] اعتمادی بدولت اعلیحضرت ندارد» ارائه می‌شوند. البته انواع دیگر رأی که بسیاری از آن‌ها به سیاست‌های خاص مورد حمایت یا مخالفت مجلس اشاره دارند نیز مورد استفاده قرار می‌گیرند. به عنوان مثال، یک طرح اعتماد در سال ۱۹۹۲ از عبارت «که این مجلس حمایت خود را از موضع اقتصادی دولت اعلیحضرت اعلام می‌دارد» استفاده نمود. چنین طرحی به صورت تئوری در مجلس لردها مطرح می‌شود ولی نظر به آنکه دولت نیازی به رأی اعتماد این مجلس ندارد، آن اثری که در مجلس عوام دارد را به همراه نخواهد داشت؛ تنها مورد اخیر این اتفاق در خصوص رأی عدم اعتمادی بود که در سال ۱۹۹۳ طرح گردید اما نهایتاً با شکست مواجه گردید.
اگرچه بسیاری از رای‌ها با زبان فوق الاشاره مطرح نمی‌گردند ولی به عنوان رأی اعتماد تلقی می‌شوند. لوایح مهم که جزئی از دستور کار دولت بحساب می‌آیند (همانطورکه در گزیده اورنگ پادشاهی ذکر شده‌است) معمولاً به عنوان مسائلی که رأی اعتماد به همراه دارند تلقی می‌گردند. شکست چنین لایحه‌ای بمعنای آنست که دولت دیگر اعتماد آن مجلس را پشتوانه کار خود ندارد. همین اثر در زمانی که مجلس عوام باز پس گرفتن تأمین یعنی رد بودجه را انجام دهد، رخ می‌دهد.
زمانی که مجلس اعتماد مجلس عوام را از دست بدهد، نخست‌وزیر یا می‌بایست کناره‌گیری کند یا انحلال مجلس و برگزاری انتخابات عمومی جدید را پیگیر باشد. هنگامیکه نخست‌وزیر از حفظ رأی اکثریت درمانده گشته و در خواست انحلال مجلس را بدهد، پادشاه به صورت تئوریک قدرت رد این درخواست را دارد که باعث اجبار نخست‌وزیر به استعفا و دادن فرصت به رهبر مخالفان جهت درخواست شکل‌گیری دولت جدید خواهد شد. البته از این قدرت در مواقع بسیار نادر استفاده شده‌است. وضعیت‌هایی که در آن مجوز چنان امتناعی از سوی پادشاه وجود دارد به عنوان اصول لاسلز شناخته می‌شود. این وضعیت‌ها و اصول صرفاً عرف‌های غیررسمی هستند؛ اگرچه خیلی بعید است ولی امکان امتناع بدون دلیل پادشاه با هر گونه انحلال نیز متصور است.
در عمل، موشکافی مجلس عوام در فعالیت‌های دولت بسیار ضعیف است. نظر به استفاده از سیستم انتخاباتی اولین-اخرین-مقام در انتخابات کشور، حزب حاکم از اکثریت قاطع مجلس عوام برخوردار است؛ بنابراین نیاز اندکی به مصالحه با دیگر احزاب وجود دارد. احزاب مدرن سیاسی بریتانیا چنان آرایش تنگاتنگی دارند که فضای کوچکی را برای عمل آزادانه به نمایندگان شان می‌دهند. در بسیاری از موارد، امکان اخراج نمایندگان به دلیل رأی خود بر خلاف نظر رهبران حزب، از حزب مربوطه وجود دارد. در طول قرن بیستم دولت سه بار اعتماد مجلس را از دست داد-دوبار در سال ۱۹۲۴ و یکبار در سال ۱۹۷۹.

## پادشاهی

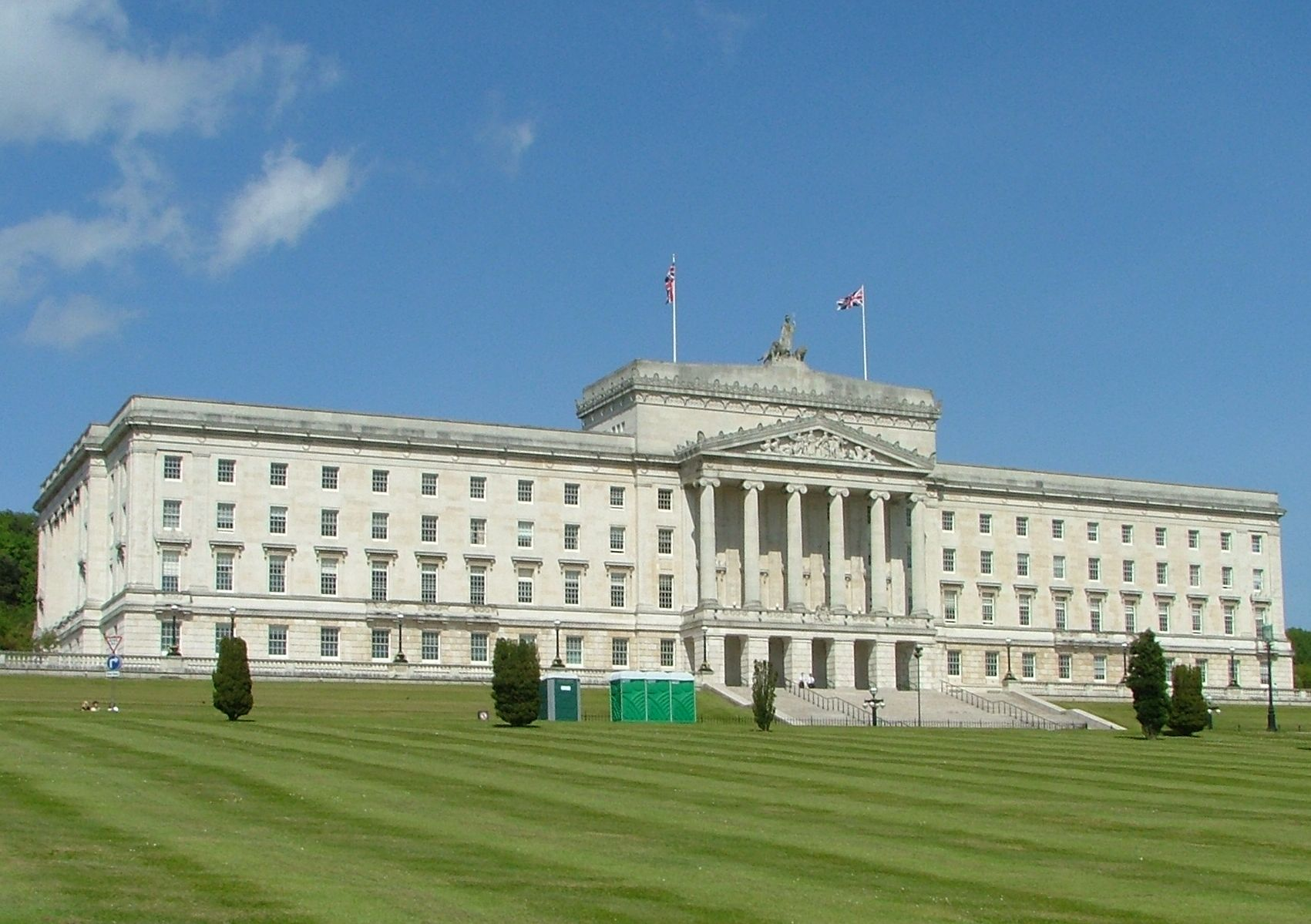
ساختمان‌های مجلس، ایرلند شمالی، استورمانت

نظرات متفاوت زیادی در خصوص سلطه مجلس داده شده‌است. به نظر سر ویلیام بلاک استون که از اعضای هیئت منصفه است، «مجلس دارای سلطه و نظارت غیرقابل کنترل بر وضع، تأیید، بزرگ نمائی، جلوگیری از، لغو، بازگردانی، احیاء و تفسیر قوانین داشته و با در نظر آوردن کلیه نام گذاری‌ها، امور روحانی یا غیر روحانی، مدنی، نظامی، دریائی یا جنائی … به‌طور خلاصه مجلس توان انجام هر کاری که از نظر طبیعی غیرممکن نباشد را دارا می‌باشد.»
نظر متفاوتی از سوی لرد کوپر کالروس قاضی اسکاتلندی ارائه شده‌است. هنگامی‌که در سال ۱۹۵۳ او قضاوت پرونده مک کورمیک و لرد ادوکیت در لرد رئیس جلسه دادگاه را بر عهده داشت، اظهار نمود که «اصل سلطه نامحدود مجلس مشخصا اصلی انگلیسی بوده و مشابه آن در قانون اساسی اسکاتلند وجود ندارد.» او این‌گونه ادامه داد «نظر به اینکه قانونگذاری متحد مجالس اسکاتلند و انگلستان را منحل و آن‌ها را با مجلسی جدید جایگزین ساخته‌است، برای من درک این مسئله مشکل است که چرا مجلس جدید بریتانیای کبیر کلیه خصوصیات عجیب و غریب مجلس انگلیس را به ارث برده ولیکن هیچ چیز از خصوصیات اسکاتلندی مورد اشاره قرار نگرفته باشد.» در هر صورت، او نظر جامعی در خصوص موضوع صحبت ارائه ننمود. بنابر این، به‌نظر می‌رسد که موضوع سلطه مجلس هنوز لاینحل باقی مانده‌است. مجلس نیز در خصوص تعیین و تبیین حق سلطه و نظارت خود، قانون خاصی را تصویب ننموده‌است.
قدرت مجلس اغلب با قوانین مصوب خود آن برخورد دارد. قوانین تصویب شده در سال‌های ۱۹۲۱ و ۱۹۲۵ به کلیسای اسکاتلند استقلال کامل در امورات روحانی اعطاء نمود. در سال‌های اخیر، قدرت مجلس به دلیل عضویت در اتحادیه اروپا که قدرت تصویب قوانین لازم‌الاجرا در کشورهای عضو را دارد، کاهش یافت. در پرونده فکتور تیم، دادگاه عدالت اروپا نظر داد که دادگاه‌های انگلستان قدرت مضمحل ساختن قوانین مغایر صادره از سوی اتحادیه اروپا را دارا می‌باشند. مجلس نیز اقدام به ایجاد مجالس قانونگذاری با قدرت قانون‌گذاری تفویض شده در اسکاتلند، ولز و ایرلند شمالی نمود. البته مجلس هنوز در مناطقی که مسئولیت قانون‌گذاری تفویض شده دارند، قدرت خاص خود را دارد، ولی معمولاً اجازه این مجالس را در موارد اقدام مستقیم، اخذ می‌نماید. به همین شکل، مجلس قدرت تصویب آئین‌نامه‌ها را به وزیران دربار و قدرت اجرائی نمودن مصوبات مذهبی را به شورای عمومی کلیسای انگلستان داده‌است. (اقدامات شورای عمومی کلیسا و در برخی موارد دستورالعمل‌های مدون وزرا می‌بایست قبل از تبدیل به قانون، توسط هر دو مجلس تأیید گردند) در هر یک از موارد یادشده، امور نظارتی به وسیلهٔ قانون مجلس تفویض گشته و به همین صورت نیز پس گرفته می‌شوند. به عنوان مثال، این کلاً در حدود اختیارات مجلس است که حکومت‌های تفویضی به اسکاتلند، ولز و ایرلند شمالی را لغو نموده یا حکم به خروج از اتحادیه اروپا نماید. به‌هرحال، خصوصاً در مورد خروج از اتحادیه اروپا، هزینه‌های مربوطه مانع از تصویب چنین قانونی می‌گردد.
یک استثای خوب برنامه‌ریزی شده از قدرت مجلس شامل محدودسازی مجلس‌های بعد است. در مورد هیچ‌یک از قوانین مجلسی تضمینی بر عدم اصلاح یا بازبینی توسط مجلس‌های بعد وجود ندارد. به عنوان مثال، اگرچه بر اساس قانون اتحاد سال ۱۸۰۰ پادشاهی بریتانیای کبیر و ایرلند برای همیشه با هم متحد هستند، در سال ۱۹۲۲ بر اساس رأی مجلس ایرلند جنوبی از این اتحادیه خارج گردید.

## امتیازات
نمایندگان دو مجلس عوام و مجلس اعیان در صورتی که در داخل مجلس بریتانیا اظهارنظری کنند که بر خلاف قانون باشد، مشمول «مصونیت قضایی» می‌شوند.
به‌صورت سنتی هر یک از مجالس دارای امتیازات متفاوت بوده و از آن‌ها پاسداری می‌کنند. مجلس لردها دارای امتیاز موروثی است. در مورد مجلس عوام، رئیس مجلس در شروع هر دوره مجلس به تالار مجلس لردها رفته و از نمایندگان سلطنتی درخواست تأیید امتیازات و حقوق «غیرقابل رد» برای مجلس طبقه پایین می‌نماید. این مراسم تا زمان هنری هشتم تحت نظارت مجلس عوام انجام می‌گردید. هر مجلس پاسدار امتیازات خود است و از اینرو موارد نقض قانون مستوجب تنبیه می‌باشند. اساس دامنه امتیازات مجلسی بر پایه قانون و سنت گذارده شده‌است. سر ویلیام بلاک استون اظهار می‌دارد که این امتیازات «خیلی گسترده و نامشخص» بوده و جز توسط خود مجلس‌ها قابلیت تعریف شدن ندارند.
اولین امتیاز اظهار شده توسط هر دو مجلس که در خصوص آن بحث وجود دارد اصل آزادی بیان است؛ هیچ‌یک از اظهارات مطرح شده در هر یک از مجالس قابل طرح و سؤال در هیچ دادگاه یا سازمانی در خارج از مجلس نیست. امتیاز دیگر آن است که بغیر از جرم‌های خیانت ملی، جنایت یا نقض اصول صلح، نمایندگان از بازداشت در سایر جرم‌ها مصونیت دارند؛ این مصونیت در مدت برگزاری جلسه مجلس و ۴۰ روز قبل و بعد از آن اعتبار دارد. هم‌چنین نمایندگان هر دو مجلس از سرویس در هیئت منصفه امتیاز دارند.
هر دو مجلس قدرت اعمال موارد تنبیهی در زمان‌های نقض امتیازات خود را دارا هستند. به عنوان مثال، اهانت به مجلس، عدم تمکین از احضاریه صادره توسط کمیته – که مجازات نیز به‌دنبال دارد. مجلس لردها قدرت زندانی ساختن افراد را برای هر مدت مشخص زمانی دارا است؛ ولی اگر شخصی به دستور مجلس عوام بازداشت گردد، پس از خاتمه دوره مجلس آزاد می‌گردد. مجازات‌های اعمال شده توسط هر یک از مجالس در هیچ دادگاهی قابل نقض نیستند.